# Inštitut za biologijo celice Medicinske fakultete v Ljubljani
Inštitut za biologijo celice je znanstveno-raziskovalni inštitut, ki deluje v okviru Medicinske fakultete Univerze v Ljubljani.
Trenutni vodja inštituta je prof. dr. Peter Veranič